# Euphorbia cotinifolia
Espèce
Classification phylogénétique
Euphorbia cotinifolia est une espèce d'arbuste originaire du Mexique et de l'Amérique du Sud. 
Elle est persistante dans les régions les plus chaudes, mais caduque lorsque les hivers ont des températures inférieures à 10 °C. Généralement, maintenue en arbuste de 3 à 5 m, elle peut être conduite en arbre de plus de 10 m. 
Les feuilles et les tiges sont pourpres à rouge foncé. De petites fleurs blanches, avec des bractées crémeuses, fleurissent aux extrémités des branches en été.
Le latex qui s’exsude d'une tige cassée est très irritant pour la peau.

## Nom
L'épithète scientifique « cotinifolia » provient de la ressemblance de la feuille (-folia) avec celle des Cotinus (Arbre à perruque).
Les noms vernaculaires dérivent de Cotinus ou Smoketree en anglais tel que Smoketree spurge, tropical smoke bush et de la couleur très caractéristique de la plante Caribbean copper plant.

## Toxicité
L'espèce est bien connue en Amérique centrale où la sève toxique fut utilisée comme médicament et comme poison. Elle a servi, en remède populaire, comme vomitif ou comme substance purifiante. Les pêcheurs sont connus pour ajouter la sève à l'eau de la zone de pêche afin de forcer les poissons à remonter à la surface. La sève a aussi été historiquement utilisée comme poison pour les flèches des indigènes de Curaçao.
Comme pour la plupart des Euphorbes, la sève provoque de graves irritations au contact de la peau ou des yeux. En cas d'ingestion, la sève peut causer de graves dommages aux organes internes.

## Utilisation
Euphorbia cotinifolia est généralement utilisée en plante d'ornement dans les jardins ou en pot pour son feuillage coloré et caractéristique. Elle préfère un sol bien drainé et une exposition plein soleil. Bien que relativement robuste, elle ne réagit pas bien au vent, au sel et au gel.